# Estrategia Singapur

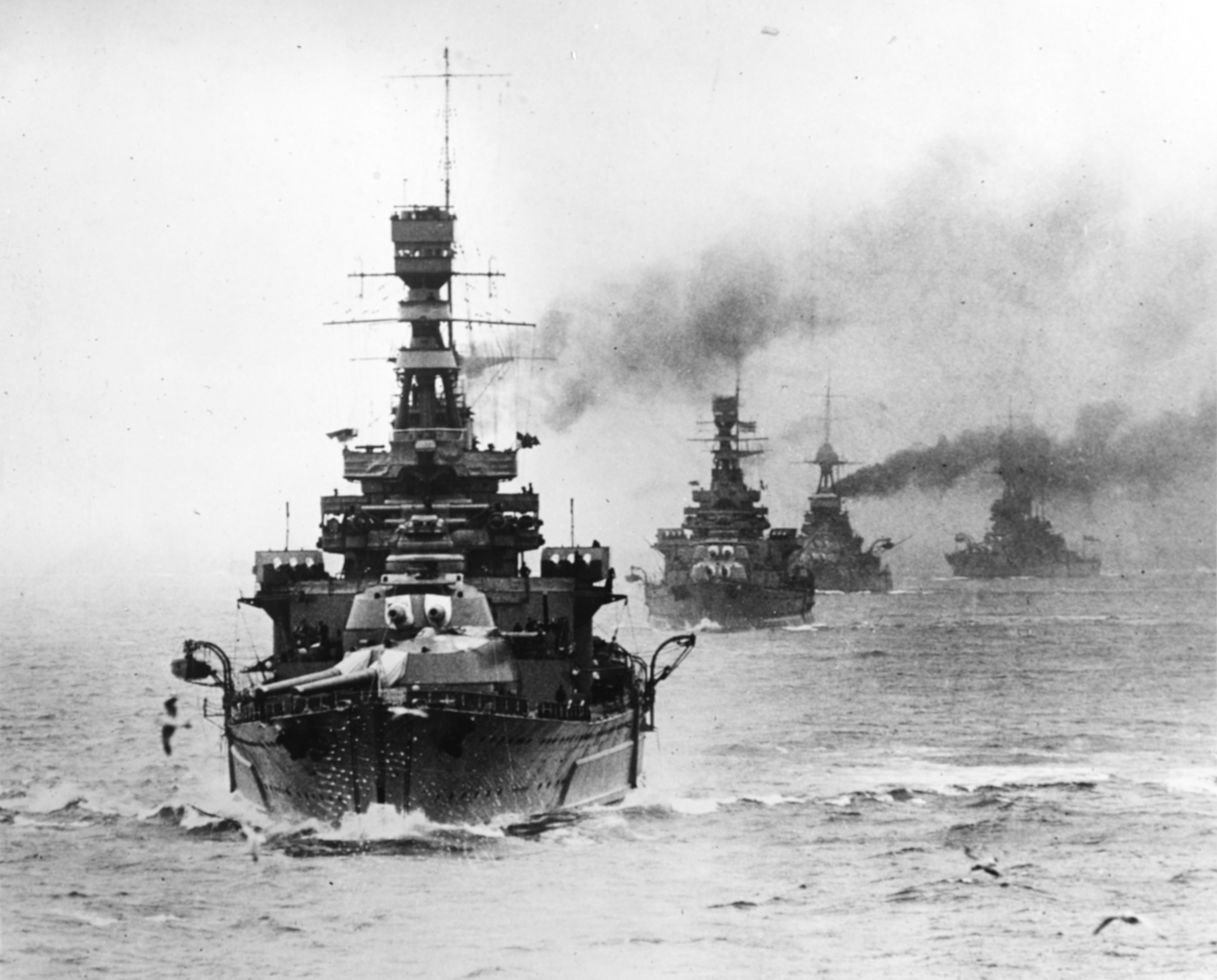
El acorazado lidera al, su buque gemelo, y a otros buques de la Royal Navy durante unas maniobras en el océano, c. 1920.

La estrategia Singapur fue una política de defensa naval del Imperio Británico que surge como consecuencia de una serie de planes de guerra entre 1919 a 1941. Su objetivo era desalentar una agresión por el Imperio de Japón al establecer una flota de la Royal Navy en el Extremo Oriente, con capacidad de interceptar y derrotar a una fuerza japonesa que pretendiera dirigirse al sur hacia India o Australia. Para ser efectiva requería de una base muy bien equipada; Singapur ubicado en el extremo este del Estrecho de Malaca, fue elegido en 1919 como la ubicación más apropiada; durante dos décadas se realizaron trabajos de construcción de la base naval y sus defensas.
Los planificadores consideraban que una guerra contra Japón tendría tres fases: mientras la guarnición en Singapur defendía la fortaleza, la flota se podría alejar de las aguas próximas a Singapur, y navegar para atacar o recapturar Hong Kong, y bloquear las islas de Japón para forzar al Imperio Japonés a aceptar los términos que impusiera Gran Bretaña. La idea de invadir Japón fue rechazada ya que se la consideró poco práctica, pero los planificadores británicos no esperaban que Japón pelearía por propia iniciativa una batalla naval decisiva en la que no tenía grandes posibilidades de vencer. Sabedores del impacto que un bloqueo naval tendría sobre una nación insular en el corazón de un imperio marítimo, ellos pensaban que sería suficiente con ejercer presión económica.
La Estrategia Singapur fue la piedra angular de la política de defensa del Imperio Británico en el Extremo Oriente durante las décadas de 1920 y 1930. Según el capitán Stephen Roskill, hacia 1937, "el concepto de la 'Flota Principal de Singapur' es probable que gracias a la constante repetición, había adquirido la inviolabilidad de una escritura sagrada". Una combinación de problemas de índole financieros, políticos y prácticos hicieron que no fuera posible implementarla. Durante la década de 1930, la estrategia fue muy criticada en Gran Bretaña y en el extranjero, especialmente en Australia, donde la Estrategia Singapur era utilizada como una excusa para políticas de defensas parsimoniosas. En última instancia la estrategia decidió el envío de la Fuerza Z a Singapur y el hundimiento de los buques Prince of Wales y Repulse por un ataque aéreo japonés el 
10 de diciembre de 1941. Winston Churchill describió a la posterior ignominiosa caída de Singapur como "el peor desastre y la mayor rendición en la historia británica".